# Antipas (heilige)

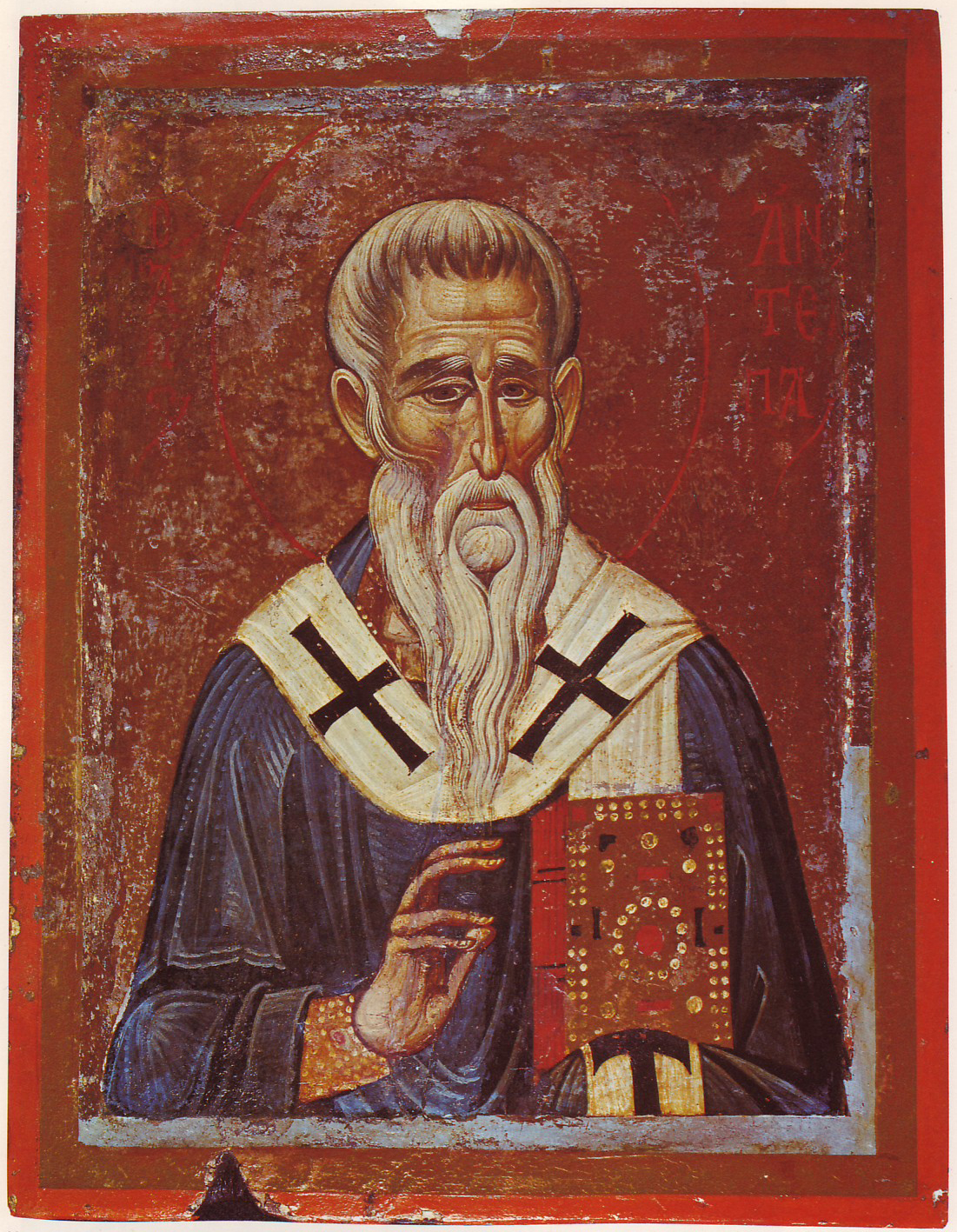

Antipas (Grieks:  Αντίπας) ( - Pergamum, c. 92) was een leerling van de apostel Johannes.
Antipas zou bisschop geweest zijn van Pergamum (Klein-Azië) hoewel er geen echte bronnen zijn die dat aangeven en zijn naam enkel vermeld staat in het Bijbelboek Openbaring (2:13) als zodanig. Hij zou volgens overleveringen binnen de Oosterse kerk gestorven zijn op hoge leeftijd als martelaar onder keizer Domitianus en werd daarbij levend geroosterd opgesloten in een koperen stier. Zijn feestdag is op 11 april.